# 大卫·菲利普斯 (化学家)
大卫·菲利普斯爵士（英語：David Phillips，1939年12月3日—）是一位英国化学家，专攻光化学和激光器，1987年与约翰·默瑞格·托马斯共同主持了的英国皇家科学院圣诞讲座，主题《晶体与激光器》，2010年–2012年任英国皇家化学学会主席，2015年当选皇家学会会士。